# Florence Henri
Pour les articles homonymes, voir Henri.
Florence Henri, née le 28 juin 1893 à New York et morte le 24 juillet 1982 à Compiégne (Oise), est une photographe et une artiste peintre suisse d'origine française. Elle participe dans l'entre-deux-guerres à l'évolution de la photographie, du pictorialisme à la Nouvelle Vision.

## Biographie

### Enfance et études
Florence Henri naît à New York, mais est d'origine française par son père, François de Montague, directeur d'une société d'huiles minérales, et allemande par sa mère. À la mort de sa mère survenue alors qu’elle n’a que deux ans, la famille s'installe d'abord en Silésie. Elle déménage ensuite à Paris, Munich, Vienne et enfin l'île de Wright.
Après la mort de son père en 1909, Florence Henri vit chez de la famille à Rome. C'est ainsi qu'elle rentre au conservatoire pour étudier le piano. Elle se tourne vers la peinture puis la photographie après avoir étudié et pratiqué la musique en tant que pianiste de concert.
Elle étudie la musique avec Ferruccio Busoni à Berlin. Pendant la Première guerre mondiale, elle travaille comme pianiste de films muets[réf. souhaitée].
En 1919, elle étudie à l’Académie des Beaux-Arts de Berlin et rencontre plusieurs personnalités de l'avant-garde littéraire et artistique comme Carl Einstein ou encore Lázló Moholy-Nagy. Plus tard, elle suit également des cours au Bauhaus de Weimar auprès de Paul Klee et Vassily Kandinsky. Encouragée par Lucia Moholy, elle s’inscrit aux cours d’été de photographie donnés par László Moholy-Nagy au Bauhaus de Dessau,.
Pour pouvoir, à nouveau, vivre à Paris, alors qu'elle est considérée comme « apatride », elle épouse à Lucerne le Suisse Henri Karl Anton Koster en 1924. Devenue citoyenne suisse, Florence Henri s’installe à Paris et fréquente l'atelier d'André Lhote et l’Académie Moderne fondée par Fernand Léger et Amédée Ozenfant,. Elle réalise alors des œuvres abstraites, dans lesquelles elle conjugue peinture et collage.

### Carrière
En 1925, elle participe à l’exposition L’art d’aujourd’hui, première grande exposition internationale consacrée aux nouvelles tendances de l’époque au côté de Fernand Léger, Willy Baumeister, Robert et Sonia Delaunay, Michel Larionov, Natalia Gontcharova, Jean Arp, László Moholy-Nagy, Paul Klee, les membres de De Stijl.
À partir de 1927, elle abandonne la peinture pour se consacrer à la photographie. Elle rencontre notamment Man Ray, Germaine Krull et André Kertész, qui sont autant d'influences importantes pour son travail .
Florence Henri vit la plupart du temps grâce à l'héritage de son père. Mais en 1929, elle doit ouvrir un studio au 8, rue de Varenne, pour subvenir à ses besoins. Elle s'y consacre au portrait, à la photographie de mode et publicitaire. Elle renouvelle la publicité grâce à ses compositions qui font jouer les miroirs et les gros plans. Rien ne subsiste des portraits commerciaux qu'elle y a faits. Elle a détruit les négatifs des images qui ne correspondaient pas à ses recherches artistiques[réf. souhaitée]. Restent les portraits de ses amis. Le cadrage sur le visage est serré de manière à faire ressortir les traits de ses sujets, la composition en diagonale est soulignée par le regard, jamais dirigé vers l'objectif, et la lumière crue met les traits en relief.
Elle donne également des cours de photographie. Parmi ses élèves figurent Gisèle Freund, ou Lore Krüger.
En 1929, elle participe à une exposition pionnière de la nouvelle photographie, Film und Foto (FiFo), à Stuttgart et, en 1930, elle participe à l'exposition internationale Das Lichtbild  à Munich. L'année suivante ses photos sont montrées à New York dans l'exposition Foreign Advertising Photography.
En 1931, 1932 et 1933 elle participe à de prestigieuses expositions internationales (New York, Essen, Paris, Londres) en compagnie des plus grands photographes contemporains tels Moholy-Nagy ou Man Ray. Plusieurs expositions individuelles lui sont consacrées (Paris, Essen) et ses photos sont publiées dans différents journaux, comme N-Z Wochenschau.
Ses œuvres sont régulièrement publiées dans les revues d’art internationales parmi les plus importantes de l’époque : Verve, L’Art Contemporain, Vogue et Cercle et Carré fondée par Michel Seuphor et Joaquín Torres Garcia.
La guerre interrompt son activité photographique, notamment par manque de matériel. Elle reprend alors la peinture.
En 1947, le magazine suisse « Du » publie une série de portraits de Florence Henri puis, pendant longtemps plus rien n'a été publié[réf. souhaitée].
De 1948 à 1962, Florence Henri effectue de nombreux voyages en Espagne, dans les Iles grecques, et aux Canaries. Elle réalise de nombreux tableaux des lieux où elle séjourne. Sa peinture subit des évolutions importantes et fait l’objet de constantes expérimentations, prenant un aspect de plus en plus abstrait. En 1952 ses peintures sont exposées à Düsseldorf et à Duisbourg.
En 1962, elle quitte Paris pour s’installer définitivement avec ses chats à Bellival un petit village de l’Oise (commune de Gilocourt).
Au milieu des années 1970, elle reprend la technique du collage et réalise une série d’œuvres abstraites géométriques d’une grande fraîcheur qui témoignent d’une inventivité toujours intacte.
Lorsque le couple de galeristes Ann et Jürgen Wilde propose à Florence Henri une exposition de ses travaux en Allemagne, elle est très étonnée qu'on s'intéresse à son passé de photographe mais accepte de remettre ses plaques pour en faire de nouveaux tirages. L'exposition a lieu à Cologne en 1974 et relance l'intérêt pour le travail de Florence Henri[réf. souhaitée].
Elle meurt, à l'âge de 89 ans, le 24 juillet 1982 à Compiègne,, près de son lieu de résidence. Cette même année, des expositions lui sont consacrées à Paris et New York. Durant les années suivantes de nombreuses expositions honorent son travail aux États-Unis, en France, en Allemagne comme en Italie.

## Œuvre
Son intérêt pour les lignes nettes et les détails clairs la rapproche du mouvement photographique Nouvelle Vision dirigé par Albert Renger-Patzsch. Ses premières photos à Dessau, comme celle sur laquelle sa tête apparaît encadrée dans une fenêtre ou dans l'armature d'une chaise, rappellent les tableaux de Mondrian. Elle ne va, dès lors, cesser de fragmenter ses images, en jouant avec les ombres par exemple. Elle n'a pas de patience pour la chambre noire et la perfection technique ne l'intéresse pas. Elle ne vise pas une reproduction fidèle de la réalité.
Elle développe une œuvre très personnelle, en s'appuyant sur des expériences utilisant des miroirs et des prismes, où son style oscille entre le Bauhaus, le Dadaïsme et le Surréalisme, adoptant des angles de vue originaux et produisant des images fragmentées, comme les cubistes. Pour ses natures mortes, Florence Henri utilise des bobines de fil, des fenêtres, des pommes, des fleurs, réalisant des collages qu'elle re-photographie parfois, faisant des surimpressions de plusieurs négatifs ou deux fois le même, dédoublant les images, retouchant les négatifs au crayon pour faire ressortir les contours. Comme en peinture, ce qui compte pour elle en photographie, c'est la composition.« Avec la photographie, ce que je veux surtout c'est composer l'image comme je le fais avec la peinture. Il faut que les volumes, les lignes, les ombres et la lumière obéissent à ma volonté ».

## Expositions (sélection)

### Expositions personnelles
- 29 mai - 18 juillet 1976 : Florence Henri. Aspekte der Photographie der 20er Jahre, Westfälischer Kunstverein, Münster

puis 17 septembre - 7 novembre 1976 : Staatlichen Kunsthalle, Baden-Baden.
- 27 septembre - 12 novembre 1978 :  Florence Henri : photographies, 1927-1938, Musée d'Art moderne de Paris, département Animation, recherche, confrontation (ARC), Paris, commissaires d'exposition : Suzanne Pagé et Catherine Thieck[11],[12].
- 7 décembre 1991 - 26 janvier 1992 : Florence Henri. Fotografie 1927-1938, Museo Cantonale d'Arte, Lugano[13].
- 22 juin - 20 août 1995 : Florence Henri. Fotografien aus der Sammlung Ann und Jürgen Wilde, Musée Suermondt-Ludwig, Aix-la-Chapelle[14].
- 8 juillet - 24 septembre 1995 : Florence Henri, Villa Aurélienne, Fréjus, commissariat d'exposition Jean Michel Foray, Catherine Pulfer.
- 8 juillet - 15 août 1999 : Florence Henri, Rencontres de la photographie d'Arles.
- 30 octobre 2010 - 9 janvier 2011 : Florence Henri. Parcours dans la modernité. Peinture/Photographie 1918-1979, Hôtel des Arts, centre d'art du conseil général du Var, Toulon[15].
- 24 février - 17 mai 2015 : Florence Henri. Le miroir des avant-gardes, 1927-1940, Jeu de Paume, Paris[16],[17],[18].

### Expositions collectives
- 10 février au 24 mai 2009 : Paris capitale photographique 1920-1940, hôtel de Sully, Paris : exposition de la collection Christian Bouqueret organisée par le Jeu de Paume.

## Œuvres en collection publique
- Paris :
  - département des estampes et de la photographie de la Bibliothèque nationale de France[19].
  - musée national d'Art moderne[20].